# Boundary Peak
Il Boundary Peak è una montagna sita nella contea di Esmeralda, in Nevada, negli Stati Uniti. Si trova ad un'altitudine di 4 007 metri sul livello del mare, il che la rende la vetta più alta del Nevada.

## Geografia
Il Boundary Peak è la vetta più settentrionale della catena delle White Mountains a superare i 13000 di quota. La vetta è sita nella contea di Esmeralda nel Nevada sud-occidentali e fa parte dell'area protetta di Boundary Peak Wilderness appartenente alla Foresta nazionale di Inyo. Si trova a meno di 1 km dal confine con la California e proprio in ragione di questo fatto si spiega l'etimologia del suo nome (Boundary in lingua inglese significa confine).
Al di là del confine e conseguentemente in territorio californiano, a meno di un miglio dalla vetta del Boundary Peak si trova il più alto Montgomery Peak (4097 m s.l.m.). In ragione di quanto appena specificato il Boundary Peak è ritenuta una vetta minore del massiccio del Montgomery Peak.
Il Boundary Peak è solo 25 m più elevato del Wheeler Peak, ubicato nel Parco nazionale del Great Basin, nella parte orientale del Nevada. Il Wheeler Peak è ritenuta la vetta indipendente più elevata del Nevada in ragione di quanto specificato in precedenza.

## Ascesa
La scalata maggiormente battuta è ubicata sul versante appartenente al Nevada. Dalla vetta è possibile raggiungere il Montgomery Peak percorrendo la cresta del massiccio.